# Danny Jungslund
Danny Jungslund (19. april 1989 i Viborg) er en dansk guitarist, komponist og Fotograf. Han er mest kendt som medlem af rockbandet Dúné, der har opnået stor succes i ind- og udland med deres blanding af rockmusik og elektroniske elementer, flere store hits samt de energiske koncerter. Efter at have stoppet i Dúné, startede Danny Jungslund en karriere som Fotograf. 

## Historie
Jungslund blev født i 1989 på Viborg Sygehus, og voksede op i Sparkær, mellem Skive og Viborg. Han gik i folkeskole på Sparkær Skole, hvorefter han dimitterede med studentereksamen fra Viborg Gymnasium og HF i sommeren 2008.

### Dúné
Inden Danny Jungslund havde forladt folkeskole og gymnasium blev han i slutningen af 2003 medlem af rockgruppen Dúné, som på dette tidspunkt bestod af fem medlemmer. Sammen med skolekammeraten Ole Bjørn Sørensen blev de medlem nummer seks og syv. Jungslund og Ole Björn gik på daværende tidspunkt sammen på Viborg Gymnasium. Inden at studenterhuen var trukket over hovedet var Jungslund sammen med resten af Dúné på en omfattende Europaturné, som opfølgning på bandets succes med debutpladen We Are In There You Are Out Here, som udkom i foråret 2007. På dette tidspunkt og to år frem blev bandet fulgt af filminstruktør Uffe Truust, der lavede filmen Stages som udkom i 2009.
Efter endt skolegang flyttede han sammen med resten af medlemmerne i Dúné til København, for at være tættere på det musiske miljø i hovedstaden. I juli 2009 blev teltpælene atter rykket op, da hele bandet flyttede til Berlin.
På Grøn Koncert i 2011, under Dúnés Summer Tour 2011, blev Danny Jungslund blandt andet kendt for sin meget bemærkelsesværdige hanekam.

### Fotograf
Danny Jungslund har siden, han stoppede i bandet Dúné forfulgt en karriere som Fotograf. Med base i Berlin fotografer han kendte musikere og skuespillere. Desuden fotograferer Jungslund for brands som Levi‘s, Fila og andre internationale brands. 

Andet
I sommeren 2012 deltog Jungslund i projektet på JOHANNs nye album, ligesom han har lavet forskellige ting for Far Away From Fiji.